# Полуостров Пьягина
Полуо́стров Пьягина — полуостров на северо-востоке Азии, на территории Магаданской области России.

## География
Находится к востоку от Магадана. На полуострове находится мыс Пьягина (самая восточная точка полуострова). Также на полуострове находятся мысы Толстой, Чёрный, Средний, Внутренний, Промежуточный, Бабушкина (южнее мыса Пьягина) и Япон, Кейтеван (севернее мыса Пьягина). Крупные реки: Устье, Переволочная, 1-я Шхиперова, 2-я Шхиперова, 3-я Шхиперова, Иткилин, Ларих. Полуостров разделяет Охотское море и залив Шелихова. В северной части полуострова расположены Переволочный залив и бухты Внутренняя и Кип-Кич. В южной части располагаются залив Бабушкина (бухты Средняя, Астрономическая, Шхиперова), Кекурный залив и залив Удача.
Рельеф полуострова в северной части преимущественно низменный, здесь находятся Ямская и Накханджинская низменности. Южная часть преимужественно горная. Здесь располагается высочайшая точка полуострова — гора высотой 1156 м. Другие горы: Ямская (1053 м), Бабушкина (1048 м), Пьягина (847 м), Седло (369 м). В южной части полуострова расположены Пьягинские горы высотой до 1021 м.
Рядом с полуостровом глубины моря до 150 м. Тектоническим продолжением полуострова являются Ямские острова. В Кекурном заливе находятся острова Кекуры.